# Вики Кристина Барселона
«Ви́ки Кристи́на Барсело́на» (англ. Vicky Cristina Barcelona) — мелодрама Вуди Аллена, вышедшая в 2008 году. Исполнительница роли второго плана Пенелопа Крус за актёрскую работу в ленте удостоилась премии «Оскар».

## Сюжет
Две американские девушки — Вики (Ребекка Холл) и Кристина (Скарлетт Йоханссон) — отправляются в Барселону. Вики помолвлена, Кристина же ищет приключений. Приключения, однако, находят их сами: девушки попадают в запутанную романтическую ситуацию с испанским художником (Хавьер Бардем) и его бывшей женой (Пенелопа Крус). Художник сразу же сообщает им о том, что ему одинаково понравились обе девушки, и что с каждой из них он не прочь бы переспать. Вики поражает такая ситуация, но ещё больше то, что Кристина согласилась провести с ним выходные. За эти выходные Вики несколько раз меняла своё отношение к художнику: раздражение, страсть, ненависть, боль…
Какое-то время спустя Кристина переезжает к художнику, но тут в их идиллию вторгается его бывшая жена, с чего и начинается всё самое интересное.

## В ролях
- Ребекка Холл — Вики
- Скарлетт Йоханссон — Кристина
- Хавьер Бардем — Хуан Антонио Гонзало
- Пенелопа Крус — Мария Елена
- Крис Мессина — Даг
- Патриша Кларксон — Джуди Нэш
- Кевин Данн — Марк Нэш
- Хулио Перильян — Чарльз
- Кристофер Ивэн Уэлш — рассказчик

## Создание
Название было анонсировано «The Hollywood Reporter» 19 октября 2007 года.
Это четвёртый подряд фильм Аллена, снятый за пределами США, и первый, снятый в Испании.
В 2007 году в Испании возникли разногласия из-за фильма, финансируемого совместными усилиями: муниципалитет Барселоны выделил один миллион евро, а региональное правительство Каталонии — полмиллиона — 10 % от бюджета фильма.
Испанский актёр Хуан Пера, который дублировал голос Аллена в его предыдущих фильмах, сыграл роль-камео в этом фильме.
Основной саундтрек фильма — песня «Барселона» группы Giulia y los Tellarini.
Фильм, который Вики и Бен смотрят в кинотеатре, — «Тень сомнения» Альфреда Хичкока.

## Награды и номинации
- 2009 — премия «Оскар» за лучшую женскую роль второго плана (Пенелопа Крус)
- 2009 — премия «Золотой глобус» за лучший фильм — комедия или мюзикл, а также три номинации: лучшая мужская роль — комедия или мюзикл (Хавьер Бардем), лучшая женская роль — комедия или мюзикл (Ребекка Холл), лучшая женская роль второго плана (Пенелопа Крус)
- 2009 — премия BAFTA за лучшую женскую роль второго плана (Пенелопа Крус)
- 2009 — номинация на премию «Спутник» за лучший фильм — комедия или мюзикл
- 2009 — две премии «Независимый дух»: лучшая женская роль второго плана (Пенелопа Крус), лучший сценарий (Вуди Аллен), а также номинация за лучшую мужскую роль (Хавьер Бардем)
- 2009 — премия «Гойя» за лучшую женскую роль второго плана (Пенелопа Крус)
- 2009 — номинация на премию Гильдии киноактёров США за лучшую женскую роль второго плана (Пенелопа Крус)
- 2009 — номинация на премию Гильдии сценаристов США за лучший оригинальный сценарий (Вуди Аллен)
- 2008 — премия Национального совета кинокритиков США за лучшую женскую роль второго плана (Пенелопа Крус), а также попадание в десятку лучших фильмов года